# アイスポセイドン
アイス・ポセイドン（Ice_Poseidon、本名：ポール・マイケル・ジョセフ・デニーノ（Paul Michael Joseph Denino）、1994年9月29日 - ）は、アメリカのインターネットパーソナリティ、ライブストリーマー、YouTuberである。

## 概要
主にビデオゲーム『Old School RuneScape』や、彼のIRLストリームの配信で知られている。デニーノは2017年にIRLストリームが人気を博し、ピークの注目を集めた。「ライフストリーミング」と称するIRLストリームで最もよく知られ、Rolling Stoneはデニーノを「パイオニアの'ライフストリーマー'」として認識した。
当初Twitchでストリーマーとして活動していたが、視聴者がデニーノの名前で爆弾の脅威を通報したため、スワッティングによってフィニックス空港で飛行機から追い出され、公にプラットフォームから禁止された。数年にわたるYouTubeでのストリーミングの後、デニーノはMixerに移行したが、2020年7月にストリーミングプラットフォームが閉鎖された。2023年5月6日、デニーノはKickでのストリーミングを開始した。
デニーノは、暗号通貨ポンプ・アンド・ダンプスキームCXCOINの流動性プールから50万ドル以上を取得しており、30万ドル以上の利益を得たことを認めている。デニーノは、自らが詐欺を働いた投資家に150,000ドルを返金する意向を表明したが、報告によれば、トークンホルダーに返金されたことが確認されたのは40,000ドルのみである。
2023年6月28日、デニーノはバンコクで、彼の彼女にラップダンスをさせている様子をライブストリーム中に公開し、タイの売春防止法に違反した容疑で逮捕された。デニーノは逮捕後すぐにTwitterに謝罪動画を公開した。2023年8月18日、デニーノは彼に対する刑事告発が取り下げられ、タイを離れたことを明らかにした。
2024年2月16日、デニーノは日本の北海道のバーで騒々しい行動により追い出され、その後、日本人を挑発し、実際に危害を加え、逃げて謝罪する場面を配信した。彼は同業の迷惑ストリーマージョニー・ソマリとの関係を否定している。ジョニー・ソマリはアイス・ポセイドンギャングの一員であると主張した。また、新しいビデオで日本を脅迫し、「CX」として知られる「犯罪的迷惑ライブストリーマーギャング」の一員であると主張した。また、旭日旗のコピーを引き裂き、同旅行中に農場からオレンジを盗んだ後、警察に取り締まられたこともあった。そして彼は日本人女性にヤクザを侮辱するよう勧めた。